# Bahnradsport-Weltmeisterschaften 1929
Die Bahnradsport-Weltmeisterschaften 1929 fanden vom 11. bis 18. August 1929 auf der Radrennbahn Oerlikon in Zürich statt. Die letzten Läufe der WM wurden allerdings wegen Regens schließlich erst am 20. August ausgetragen.
Für den Fliegerwettbewerb der Profis waren 17 Fahrer aus acht Ländern gemeldet, bei den Amateuren gingen 27 Fahrer aus elf Ländern an den Start und bei den Profi-Stehern 13 aus sieben Ländern. Der Illustrierte Radrenn-Sport stellte fest, es sei auffallend, dass „zu den altbewährten Kanonen der kurze Strecke nur wenig neue hinzugekommen sind“. Die Deutschen hofften im Wettbewerb der Profi-Flieger vor allem auf den Weltmeister von 1927, Mathias Engel, dem allerdings die Zeitschrift bescheinigte, „ein unsicherer Kantonist“ zu sein, eine Einschätzung, die durch dessen Ausscheiden im Viertelfinale bestätigt wurde. Bei den Stehern gab der deutsche Vorjahres-Weltmeister Walter Sawall im Finallauf vorzeitig auf. Die deutsche Mannschaft konnte lediglich durch Paul Krewer einmal Bronze erringen.
Zu den Abendrennen kamen rund 10 000 Zuschauer in die Oerlikon-Bahn. Während in den ersten Tagen das Wetter wechselhaft war, herrschte bei den Steher-Läufen vor ausverkauftem Haus eine „infernalische“ Hitze, weshalb die ersten Qualifikationsläufe recht langsam waren und sich die männlichen Zuschauer „aller Ueberkleider, viele sogar der beengenden Kragen entledigt hatten.“ Während eines Vorlaufs brach ein Gewitter aus, der Lauf wurde aber nicht abgebrochen. Die letzten Läufe mussten dann jedoch wegen Regens zweimal von Sonntag auf Dienstag verschoben werden, so dass viele Delegierte und Journalisten schon vor dem Finale abreisten.

## Resultate der Berufsfahrer
| Disziplin                 | Platz | Land            | Athlet           |
| ------------------------- | ----- | --------------- | ---------------- |
| Fliegerrennen über 1000 m | 1     | Frankreich      | Lucien Michard   |
|                           | 2     | Niederlande     | Piet Moeskops    |
|                           | 3     | Schweiz         | Ernst Kaufmann   |
| Steherrennen über 100 km  | 1     | Frankreich      | Georges Paillard |
|                           | 2     | Belgien         | Victor Linart    |
|                           | 3     | Deutsches Reich | Paul Krewer      |

## Resultate der Amateure
| Disziplin                 | Platz | Land                   | Athlet           |
| ------------------------- | ----- | ---------------------- | ---------------- |
| Fliegerrennen über 1000 m | 1     | Niederlande            | Antoine Mazairac |
|                           | 2     | Vereinigtes Königreich | Syd Cozens       |
|                           | 3     | Dänemark               | Willy Gervin     |